# Кусюча черепаха Пурвіза
Кусюча черепаха Пурвіза (Myuchelys purvisi) — вид черепах з роду Водяна кусюча черепаха родини Змієшиї черепахи. Отримала назву на честь австралійського зоолога Малкольма Пурвіза.

## Опис
Загальна довжина карапаксу досягає 22 см. За будовою панцира та тіла схожа на інших представників свого роду, особливо, Кусючу черепаху Джорджеса. Від останньої відрізняється більш яскравим та соковитим забарвленням.
Зверху голова яскраво-коричнева. Низ голови жовтуватий. З боків голови та шиї тягнуться яскраво-жовті смуги. На відміну від інших представників свого роду має горизонтальну чорну смужку, що тягнеться через око. Пластрон мармурового забарвлення із чітким зеленувато-блакитним відтінком.

## Спосіб життя
Полюбляє річки. Весь час перебуває у воді, де й полює. Харчується дрібною рибою, молюсками та безхребетними.
Самиця відкладає до 11 яєць. Процес парування ще не достатньо досліджено.

## Розповсюдження
Мешкає у річці Маннінг та її притоках у Новому Південному Уельсі (Австралія).